# Helen Brooke Taussig
Helen Brooke Taussig (24 de mayo de 1898-20 de mayo de 1986) fue una cardióloga estadounidense que trabajó en Baltimore y Boston, fundadora del campo de la cardiología pediátrica.
En particular, es reconocida por el concepto de un procedimiento que extendería la vida de niños nacidos con Tetralogía de Fallot, patología conocida como «síndrome del bebé azul».El procedimiento, aplicado y puesto en práctica se conoce como maniobra de Blalock-Taussing, y fue desarrollado por el doctor Alfred Blalock y asistido por el técnico Vivien Thomas, colegas de Taussig en el Hospital Johns Hopkins.

## Antecedentes
Helen Taussig nació en Cambridge, siendo su padre el economista de Harvard Frank W. Taussig, y su madre Edith una de las primeras estudiantes del Radcliffe College. Su madre murió cuando Taussig tenía siete años de edad. Durante sus primeros años en la escuela debió luchar contra una severa dislexia, superada a costa de gran esfuerzo y apoyo de su padre.
Se graduó en la Cambridge School for Girls en 1917, y luego estudió dos años en Radcliffe antes de obtener un diploma de bachiller de la Universidad de California. Más tarde estudió al mismo tiempo en la escuela médica de Harvard y en la Universidad de Boston, antes de obtener su posgrado en cardiología en la Universidad Johns Hopkins.
Sufrió sordera durante los últimos años de su carrera, por lo que debió aprender lectura labial para escuchar a sus pacientes, y a utilizar sus dedos en lugar de estetoscopio para sentir el ritmo cardíaco de los enfermos.

## Medicina
Taussig realizó una extensa investigación en anoxemia, o síndrome del bebé azul, que le llevó a diseñar un procedimiento pionero en cardiología pediátrica denominado maniobra Blalock-Taussig. El procedimiento fue aplicado por primera vez por Taussig y el Dr. Blalock en un paciente de once meses el 29 de noviembre de 1944.
En 1947 escribió el libro Congenital Malformations of the Heart (Malformaciones congénitas del corazón) y en 1957 recibió el premio Albert Lasker por investigación en medicina clínica. En 1959 fue una de las primeras mujeres en obtener una cátedra titular en la Universidad Johns Hopkins.
También fue una de las primeras en advertir a la Administración de Drogas y Alimentos sobre los peligros de la Talidomida, luego de estudiar niños europeos nacidos con focomelia a causa de ese fármaco.
En 1964 Lyndon Johnson le entregó la Medalla Presidencial de la Libertad, y en 1965 se convirtió en la primera mujer presidenta de la Asociación Americana del Corazón. En 2005, la Universidad Johns Hopkins designó en su honor al Centro de cardiología pediátrica Helen B.Taussig, y en 2005 la escuela de medicina de la universidad bautizó una de sus cuatro facultades con su nombre.

## Películas
En la película de HBO del año 2004 Something the Lord Made, la doctora Taussig fue interpretada por Mary Stuart Masterson.

## Distinciones
- Caballero de la Legión de Honor, Francia. 1947
- Premio Feltrinelli, Roma. 1954
- Premio Albert Lasker. 1954
- Medalla Presidencial, Perú. 1968
- Medalla de la Libertad, Estados Unidos. 1964
- Medalla Nacional de Ciencias, Estados Unidos. 1977

## Obra

### Algunas publicaciones
- Congenital malformations of the heart, zwei Bände. New York, Commonwealth Fund, 1947, edición ajustada, 1960–1961.

- Congenital aneurysmal dilatation of the aorta associated with arachnodactyly. In: Bull. of the Johns Hopkins Hospital, Baltimore, Jg. 72 (1943) p. 309-331 (con R. W. Baer & E. H. Oppenheimer).

- Pediatric Profile. In: The Journal of Pediatrics, Jg. 77 (1979) (10): 722-731.

- The First Full-time Academic Department of Pediatrics. The Story of the Harriet Lane Home. In: Johns Hopkins Medical J. 137: 27-47 (1975) (con A. McGehee Harvey).

## Literatura
- Joyce Baldwin. To Heal the Heart of a Child. Helen Taussig, M. D. Walker & Co. New York 1992.

- M. A. Engle. Helen Brooke Taussig. In: Johns Hopkins Medical Journal 140: 137-141 (1977).

- M. A. Engle. Dr. Helen B. Taussig, the Tetralogy of Fallot, and the Growth of Pediatric Cardiac Services in the United States. In: Johns Hopkins Medical Journal 140: 147-150 (1977).

- M. A. Engle. Biographies of Great American Pediatricians. Helen Brooke Taussig, The Mother of Pediatric Cardiology. In: Pediatric Annals, Jg. 11 (1982) p. 629-631.

- W. P. Harvey. A conversation with Helen Taussig. In: Medical Times, New York 106: 28-44 (1978).

- W. P. Harvey: Dr. Helen B. Taussig, the Tetralogy of Fallot, and the Growth of Pediatric Cardiac Services in the United States. In: Johns Hopkins Medical J. 140: 147-150 (1977).